# Télamon de l'Olympeion
Le Télamon de l'Olympéion est un télamon de calcarénite, datable entre 480 et 470 av. J.-C. et fait partie des statues colossales  dont la fonction n'est pas encore certaine, qui faisaient partie du temple de Zeus Olimpéion d' Akragas, située dans la vallée des Temples. 
Il est conservé au musée archéologique régional d'Agrigente, avec les restes des trois autres télamons trouvés lors des fouilles de 1928.
Il est adossé au mur du fond de la salle Cavallari, conservé avec trois têtes d'autres télamons dont un modèle avec l'hypothèse de la reconstruction du temple.
La statue, haute de 7,65 mètres, est la plus grande de l'Antiquité découverte en Sicile et parmi les plus grandes de tout l'art grec.
Une reproduction en tuf dudit télamon se trouve sur le sol parmi les ruines du temple.